# San Juan de la Puerta
San Juan de la Puerta es una localidad del estado mexicano de Guanajuato. Es parte del municipio de Manuel Doblado.

## Toponimia
El nombre «San Juan» hace referencia al santo patrono de la localidad: Juan el Evangelista.

## Demografía
| Gráfica de evolución demográfica |
|                                  |

| Censo | Población |
| ----- | --------- |
| 1900  | 660       |
| 1910  | 122       |
| 1921  | 456       |
| 1930  | 386       |
| 1940  | 513       |
| 1950  | 739       |
| 1960  | 782       |
| 1970  | 1 206     |
| 1980  | 630       |
| 1990  | 961       |
| 2000  | 938       |
| 2010  | 926       |
| 2020  | 1 009     |